# Měls mě vůbec rád
Měls mě vůbec rád – debiutancka płyta Ewy Farnej, zawiera 12 popowo-rockowych utworów. Sprzedała się w nakładzie 25 tys. egzemplarzy i uzyskała status platynowej płyty. Ostatnia piosenka, Tam gdzie Ty – w odróżnieniu od reszty piosenek, nagranych w języku czeskim – została nagrana w języku polskim.

## Lista utworów
1. Měls mě vůbec rád – 3:04
2. Zapadlej krám – 3:24
3. Kočka na rozpálený střeše – 2:32
4. Bez tebe to zkouším – 2:52
5. Klam – 3:34
6. Víkend – 2:45
7. Zavři oči – 3:25
8. Jak motýl – 4:13
9. L.Á.S.K.A. – 3:29
10. Nebojím se – 2:48
11. Jen spát – 3:35
12. Tam gdzie ty (bonus) - 3:49